# ケープ植民地

ケープ植民地
Cape Colony (英語)
Kaapkolonie (オランダ語)

国の標語: Spes Bona（ラテン語）
希望国歌: God Save the King（英語）
国王陛下万歳

ケープ植民地の位置（1890年）

1. 

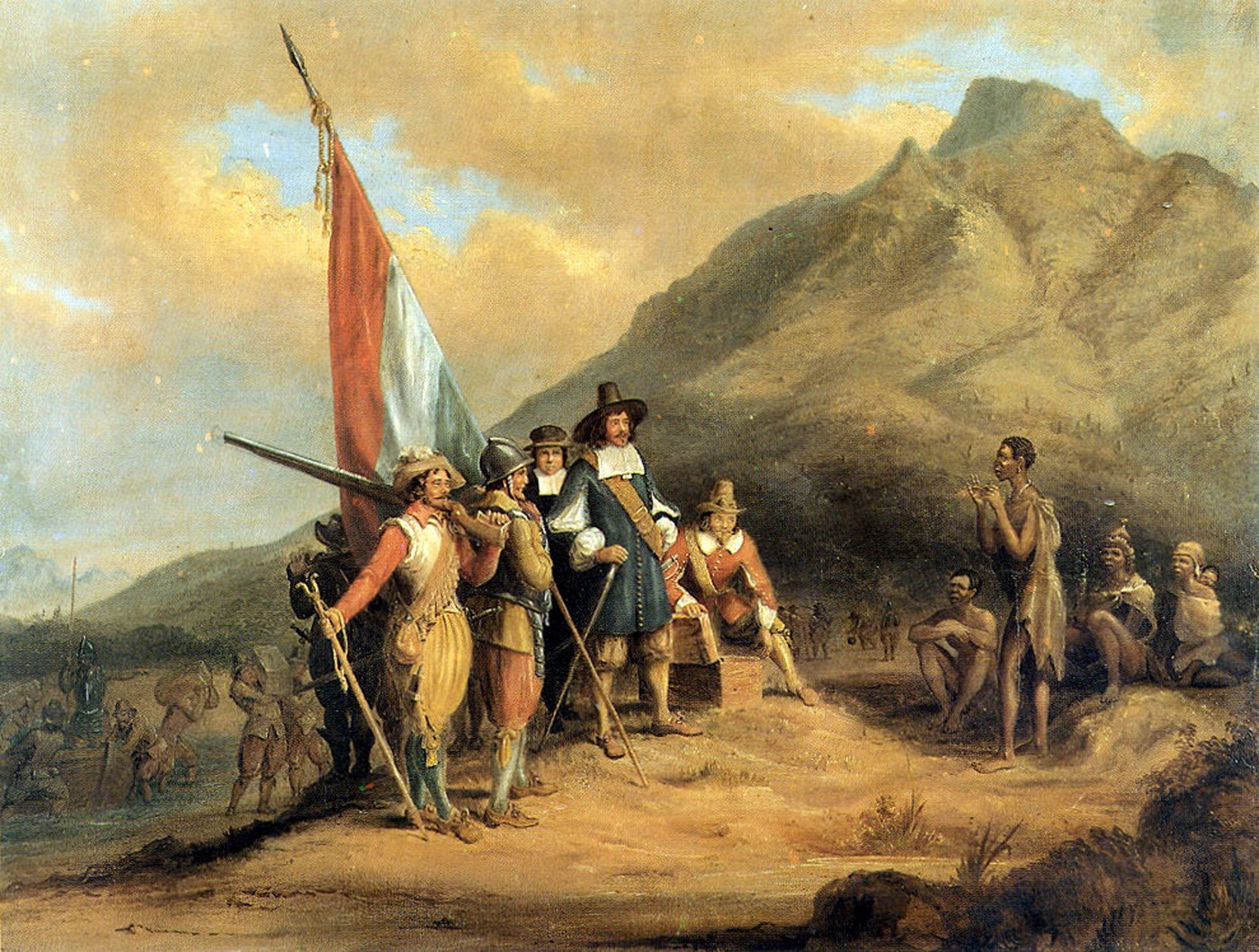
テーブル湾に上陸するヤン・ファン・リーベック

ケープ植民地（ケープしょくみんち、英語: Cape Colony、オランダ語・アフリカーンス語: Kaapkolonie）は、かつてオランダ東インド会社が設立した、南アフリカにあった植民地である。ケープタウンを中心に発展し、1795年にイギリス領植民地となった。

## 歴史
南アフリカにおいて、オランダは最初のヨーロッパ人植民者になろうと計画していた。なお、彼らの行動は、後世においてアフリカ大陸へのヨーロッパ列強の侵攻を広範にもたらす結果となった。
オランダ人による最初のケープ定住は、1652年にオランダ東インド会社（以下、会社と略）が、本国と東インド諸島（現・インドネシア）や日本の長崎出島間を往復するオランダ艦船の補給基地及び停泊地としたことで始まった。同年4月6日、3隻の艦船を率いた司令官ヤン・ファン・リーベックが、のちのケープタウンとなる地に足を踏み入れたのである。補給所は次第に定住者コミュニティーとなり、南アフリカの白人層を構成するアフリカーナーらの祖先となった。
元々地元で暮らしていたコイコイ人は、強い政治組織も経済基盤も持っていなかった。彼らはオランダ船と自由に家畜を物々交換していた。会社の社員がケープ停泊地へ食料を供給するための農場をつくると、彼らはコイコイ人らを迫害し始めた。この対立はヨーロッパ人の地主らの統合・整理を推し進め、コイコイ人社会は崩壊した。1670年代の軍事的成功が、オランダのコイコイ人に対する管理の強化をもたらした。コイコイ人は、植民地の雇われ労働者の主要供給源となったのである。
植民地は奴隷も輸入した。奴隷制度は、突然現れ表面的には白人のアフリカーナーとその他人種との間の関係のため調和となった。自由民であろうとなかろうと、有色人種はすぐに奴隷たちと同一視された。
最初の定住者たちは会社の補給地であった南アフリカ南西部のケープ半島周囲に広がった後、遊牧を行う白人家畜農家やトレックボーア（en:Trekboer、荷車で移動するアフリカーナー）たちは、さらに広範に遠く離れ、北はオレンジ川へ、東は乾燥したグレート・カルーやリトル・カルーへと広がった。限られた者は裕福になり、内部の乾燥した台地の代わりに沿岸の土地で農業をした。彼らは良質な牧草地を求め、コイコイ人の家畜農家らといまだに競い合っていた。1700年頃、伝統的なコイコイ人の牧畜生活様式は消滅した。
この時代のケープ植民地社会は多様なものだった。会社の官吏たち（オランダ改革派教会の聖職者も含む）、アフリカーナー（移住した植民者と遊牧するトレックボーア）らは会社の中で相対する立場から別々に成長していった。コイコイ人と、様々な国籍の奴隷たちは、全て違った法で統治されていた。異なった人種間の結婚と、主人と奴隷の同棲が生じ、混血が進んだことで、複雑性を加えた。入植者の言語である新たにできあがったケープ特有のアフリカーンス語の出現は、オランダ人にはわかりやすく、オランダ移民自身が文化の変容過程でこの言葉を受け入れていったことがわかる。1795年以降のイギリス支配で、近代南アフリカが宣言した人種隔離政策であるアパルトヘイトの基本となった社会政治体制が、確固として据えられた。
1795年、フランス革命軍が、オランダ東インド会社の母国ネーデルラント共和国を占領した。この事態に機敏に動いたイギリスが、オランダ東インド会社の所有する領土を占領した。ケープ植民地は、フランスがインドで領土を獲得しようとするどのような潜在的な試みも止められる、シーレーンを管理するのに適した地点にあったからである。1798年、オランダ東インド会社はその領土と権利とをバタヴィア共和国（革命軍占領下のオランダ国家）へ移管、そして翌1799年、会社は消滅した。イギリスとフランス第一帝政・フランスの傀儡国家バタヴィア共和国との関係が改善されると、1803年のアミアンの和約によってケープ植民地はバタヴィアへ返還された。
1806年、名目上バタヴィア共和国の管理下にあったケープ植民地は、ブラーウベルグの戦い（en:Battle of Blaauwberg）で勝利したイギリスによって再征服された。同時期のイギリスとフランス第一帝政間の和平はあからさまな敵意によって粉々に打ち砕かれた。ナポレオン・ボナパルトはバタヴィアへの影響力を強めてきていたのである。同年にナポレオンはバタヴィアを廃止し、新たにホラント王国を創設する。イギリスは、ナポレオンをケープ植民地から閉め出すことと、極東への交易路を手中に置くことを望んでいた。
イギリスは、1806年1月8日にイギリス領植民地を発足させた。ケープ植民地は、1910年に南アフリカ連邦（現在の南アフリカ共和国の前身）が発足するまでイギリス支配下に留め置かれた。連邦に含まれてから、名称はケープ・オブ・グッド・ホープ州（通称であるケープ州の名が広く知られた）とされた。

## ケープ植民地総督（1652年-1910年）
ケープ植民地創設者ヤン・ファン・リーベック（en:Jan van Riebeeck）の称号は、ケープ植民地司令官（Opperhoof）で、彼は1652年から1662年までその地位にあった。総督の称号は、当時権力を持っていたオランダ、そしてイギリス両国の植民地行政管理官に継承され、長い系譜が残った。

### ケープ植民地総督
- ヤン・ファン・リーベック (1652年 - 1662年)
- ツァハリアス・ヴァグナー（en:Zacharias Wagenaer） (1662年 - 1666年)
- コルネリス・ファン・クアルベルフ（Cornelis van Quaelberg） (1666年 - 1668年)
- ヤコブ・ボルフホルスト（Jacob Borghorst） (1668年 - 1670年)
- ピーテル・ハキウス（Pieter Hackius） (1670年 - 1671年)
- アルベルト・ファン・ブレウヘル（Albert van Breugel、臨時代理）(1672年)
- イスブラント・ホスケ（Isbrand Goske） (1672年 - 1676年)
- ヨハン・バクス・ディト・ファン・ヘレンタルス（Johan Bax dit van Herenthals） (1676年 - 1678年)
- ヘンドリック・クルドップ（Hendrik Crudop、臨時代理） (1678年 - 1679年)
- シモン・ファン・デル・ステル（nl:Simon van der Stel） (1679年 - 1691年)

### オランダ東インド会社植民地総督（1691年-1795年）
- シモン・ファン・デル・ステル(再任:1691年 - 1699年)
- ヴィレム・アドリアーン・ファン・デル・ステル（en:Willem Adriaan van der Stel） (1699年 - 1707年)
- ヨハンネス・コルネリス・ダルブレインフ（Johannes Cornelis d’Ableing、臨時代理）(1707年 - 1708年)
- ルイス・ファン・アッセンブルフ（Louis van Assenburg）(1708年 - 1711年)
- ヴィレム・ヘロト（Willem Helot、臨時代理）(1711年 - 1714年)
- マウリッツ・パスケス・デ・シャヴォンネス（Maurits Pasques de Chavonnes）(1714年 - 1724年)
- ヤン・デ・ラ・フォンタイネ（Jan de la Fontaine、臨時代理）(1724年 - 1727年)
- ピーテル・ヒイスベルト・ノート（Pieter Gijsbert Noodt） (1727年 - 1729年),
- ヤン・デ・ラ・フォンタイネ（臨時代理）(1729年 - 1737年)
- ヤン・デ・ラ・フォンタイネ(1737年)
- アドリアーン・ファン・ケルフェル（Adriaan van Kervel） (1737年) (在職3週間で急死)
- ダニエル・ファン・デン・ヘンフェル（Daniël van den Henghel、臨時代理）(1737年 - 1739年)
- ヘンドリック・スフェレンフレベル（nl:Hendrik Swellengrebel） (April 14, 1739 - February 27, 1751)
- リーク・トゥルバフ（en:Ryk Tulbagh） (February 27, 1751 - August 11, 1771)
- ヨアキム・ファン・プラッテンベルフ（en:Joachim van Plettenberg） (臨時代理) (August 11, 1771 - May 18, 1774)
- ヨアキム・ファン・プラッテンベルフ(May 18, 1774 - February 14, 1785)
- コルネリス・ヤコブ・ファン・デ・グラーフ（Cornelis Jacob van de Graaff） (1785年 - 1791年)
- ヨハンネス・イザーク・レニウス（Johannes Izaac Rhenius、臨時代理） (1791年 - 1792年)
- セバスティアーン・コルネリス・ネーダーブルフ（Sebastiaan Cornelis Nederburgh）とシモン・ヘンドリック・フリーケニウス（Simon Hendrik Frijkenius、行政長官兼将軍）(1792年 - 1793年)
- アブラハム・ヨシアス・スルイスケン（Abraham Josias Sluysken） (1793年 - 1795年)

### イギリス植民地第一期（1797年-1803年）
- マカートニー伯ジョージ・マカートニー (1797年 - 1798年)
- フランシス・ダンダス（en:Francis Dundas） (一回目) (臨時代理) (1798年 - 1799年)
- ジョージ・ヤング（Sir George Yonge） (1799年 - 1801年)
- フランシス・ダンダス (二回目) (臨時代理) (1801年 - 1803年)

### バタヴィア共和国領（1803年-1806年）
- ヤコブ・アブラハム・ウイテンハーヘ・デ・ミスト（Jacob Abraham Uitenhage de Mist） (1803年 - 1804年)
- ヤン・ヴィレム・ヤンセンス（en:Jan Willem Janssens） (1803年 - 1806年)

### イギリス植民地第二期（1806年-1910年）
- デイヴィッド・ベアード（en:Sir David Baird） (臨時代理) (1806年 - 1807年)
- ヘンリー・ジョージ・グレイ（Henry George Grey） (一回目、臨時代理) (1807年)
- 2代ケイルドン伯デュ・プレ・アレクサンダー（en:Du Pre Alexander, 2nd Earl of Caledon） (1807年 - 1811年)
- ヘンリー・ジョージ・グレイ (二回目、臨時代理)(1811年)
- ジョン・フランシス・クラドック（en:Sir John Francis Cradock） (1811年 - 1814年)
- ロバート・ミード（Robert Meade、クラドックの臨時代理を務める）(1813年 - 1814年)
- チャールズ・ヘンリー・サマセット（Charles Somerset） (1814年 - 1826年)
- ルフェイン・ショウ・ドンキン（Sir Rufane Shaw Donkin） (サマセットの臨時代理を務める) (1820年 - 1821年)
- リチャード・ボーク（en:Richard Bourke、臨時代理）(1826年 - 1828年)
- ガルブレイス・ロウリー・コール（Sir Galbraith Lowry Cole） (1828年 - 1833年)
- トーマス・フランシス・ウェイド（en:Thomas Francis Wade、ダーバンの臨時代理を1834年1月10日から務める） (1833年 - 1834年)
- ベンジャミン・ダーバン（en:Benjamin d'Urban） (1834年 - 1838年)
- ジョージ・トーマス・ネイピア（Sir George Thomas Napier） (1838年 - 1844年)
- ペリグリン・メイトランド（Sir Peregrine Maitland） (1844年 - 1847年)
- ヘンリー・ポッテンガー（Sir Henry Pottinger） (1847年)
- ハリー・スミス（Sir Harry Smith） (1847年 - 1852年)
- ジョージ・カスカート（en:George Cathcart） (1852 - 1854)
- チャールズ・ヘンリー・ダーリング（en:Charles Henry Darling、臨時代理）(1854年)
- ジョージ・エドワード・グレイ（Sir George Grey） (1854年 - 1861年)
- ロバート・ヘンリー・ウィンヤード（en:Robert Henry Wynyard、一回目、グレイの臨時代理） (1859年 - 1860年)
- ロバート・ヘンリー・ウィンヤード（二度目、臨時代理）(1861年 - 1862年)
- フィリップ・エドモンド・ウォドハウス（Sir Philip Edmond Wodehouse） (1862年 - 1870年)
- チャールズ・クラウファード・ヘイ（Charles Craufurd Hay、臨時代理）(1870年)
- ヘンリー・バークリー（Sir Henry Barkly） (1870年 - 1877年)
- ヘンリー・バートル・フレア（en:Henry Bartle Frere） (1877年 - 1880年)
- ヘンリー・ヒュー・クリフォード（en:Henry Hugh Clifford、臨時代理）(1880年)
- ジョージ・クミン・ストラハン（Sir George Cumine Strahan、臨時代理） (1880年 - 1881年)
- ハークルス・ロビンソン（Hercules Robinson、一回目）(1881年 - 1889年)
- レスター・スマイス（Leicester Smyth|Sir Leicester Smyth、一回目、ロビンソンの臨時代理）(1881年)
- レスター・スマイス（二回目、ロビンソンの臨時代理）(1883年 - 1884年)
- ヘンリー・ドイリー・トレンス（Henry D'Oyley Torrens、ロビンソンの臨時代理）(1886年)
- ヘンリー・オーガスタス・スマイス（Henry Augustus Smyth、臨時代理）(1889年)
- ヘンリー・ブロウガム・ロック（Henry Brougham Loch） (1889年 – 1895年)
- ウィリアム・ゴードン・キャメロン（Sir William Gordon Cameron、一回目、ロックの臨時代理）(1891年 - 1892年)
- ウィリアム・ゴードン・キャメロン（二回目、ロックの臨時代理）(1894年)
- ハークルス・ロビンソン（二回目） (1895年 - 1897年)
- ウィリアム・ハウリー・グッドイナフ（William Howley Goodenough、臨時代理） (1897年)
- アルフレッド・ミルナー（Alfred Milner） (1897年 - 1901年)
- ウィリアム・フランシス・バトラー（Sir William Francis Butler、ミルナーの臨時代理）(1898年 - 1899年)
- ウォルター・ヘリー＝ハッチンソン（Walter Hely-Hutchinson） (1901年 - 1910年)
- ヘンリー・ジェンナー・スコベル（Sir Henry Jenner Scobell、ヘリー＝ハッチンソンの臨時代理）(1909年)

南アフリカの高等行政官職は、1847年1月27日から1910年5月31日までケープ植民地総督が兼任した。なお、南アフリカ連邦合併により、ケープ植民地総督職は、1910年5月31日をもって廃止された。

## ケープ植民地首相
- ジョン・チャールズ・モルテノ（en:John Charles Molteno） (1872年 - 1878年)
- ジョン・ゴードン・スプリッグ（Sir John Gordon Sprigg、一回目）(1878年 - 1881年)
- トーマス・チャールズ・スカンレン（en:Thomas Charles Scanlen ）(1881年 - 1884年)
- トーマス・アピントン（en:Thomas Upington） (1884年 - 1886年)
- ジョン・ゴードン・スプリッグ（二回目）(1886年 - 1890年)
- セシル・ローズ(1890年 - 1896年)
- ジョン・ゴードン・スプリッグ（三回目）(1896年 - 1898年)
- ウィリアム・フィリップ・シュライナー（en:William Philip Schreiner） (1898年 - 1900年)
- ジョン・ゴードン・スプリッグ（四回目）(1900年 - 1904年)
- ランダー・スター・ジェイムソン（en:Leander Starr Jameson） (1904年 - 1908年)
- ジョン・クサヴィエ・メリマン（en:John X. Merriman） (1908年 - 1910年)

ケープ植民地首相は南アフリカ連邦への編入により1910年5月31日をもって廃止された。